# Supercoupe du Ghana féminine de football
La supercoupe féminine du Ghana est une compétition féminine de football annuelle organisée par la fédération ghanéenne.

## Palmarès

### Palmarès par édition
| Saison | Vainqueur       | Score        | Finaliste       |
| ------ | --------------- | ------------ | --------------- |
| 2017   | Ampem Darkoa    | 2-0          | Police Ladies   |
| 2018   | Ampem Darkoa    | 1-0          | Prisons Ladies  |
| 2019   | non organisé    | non organisé | non organisé    |
| 2020   | non organisé    | non organisé | non organisé    |
| 2021   | Hasaacas Ladies | 3-2          | Lady Strikers   |
| 2022   | Faith Ladies    | 3-1          | Ampem Darkoa    |
| 2023   | Army Ladies     | 2-1          | Hasaacas Ladies |
| 2024   | Dreamz Ladies   | 2-1          | Ampem Darkoa    |

### Palmarès par club
|    | Club            | Titres | Finales |
| -- | --------------- | ------ | ------- |
| 1. | Ampem Darkoa    | 2      | 2       |
| 2. | Hasaacas Ladies | 1      | 1       |
| 3. | Faith Ladies    | 1      | 0       |
| 3. | Army Ladies     | 1      | 0       |
| 3. | Dreamz Ladies   | 1      | 0       |
| 6. | Police Ladies   | 0      | 1       |
| 6. | Prisons Ladies  | 0      | 1       |
| 6. | Lady Strikers   | 0      | 1       |